# Кристиан Гомис
Кристиан Гомис е френски футболист, който играе в унгарския Хонвед като централен защитник.
От 2020 до 2022 г. играе в Локомотив (Пловдив) 